# Rivière Ulverton
Rivière Ulverton är ett vattendrag i Kanada.   Det ligger i provinsen Québec, i den sydöstra delen av landet, 270 km öster om huvudstaden Ottawa.
Omgivningarna runt Rivière Ulverton är en mosaik av jordbruksmark och naturlig växtlighet. Runt Rivière Ulverton är det ganska tätbefolkat, med 144 invånare per kvadratkilometer.